# 马湾镇
30°34′23″N 113°20′03″E / 30.57306°N 113.33417°E
马湾镇位于于中国湖北省天门市东部，是著名的侨乡，全镇三分之一的家庭有海外关系。目前全镇有人口4万多，下辖25个村和1个居委会：邹湾、郑湾、便河口、李滩、鄢巷、榨屋、横堤、南闸、张湾、陈黄、廖湾、蒋湖、曾刘、郭嘴、大台、河堤、小湖、匡台、土坑、陈渡、陈巷、汪陈、卢湾、马场、陈马以及马湾镇街道居委会。